# Fillaeopsis
Fillaeopsis là một chi thực vật có hoa trong họ Đậu.